# Pieter Brueghel den yngre
Pieter Brueghel den yngre (født 1564 eller 1565, død 10. oktober 1636) var en flamsk maler, kendt for talrige kopier af sin far Pieter Brueghel den ældres malerier. Han fik kaldenavnet 'Helvedes-Brueghel' for sin fantastiske behandling af ild og sit groteske billedsprog.
Selv om den korrekte fødselsdato er ukendt, ved man, at han var 36 år gammel den 22. maj 1601. Fødselsåret kan således fastslås til enten sent i 1564 eller tidligt i 1565. Han døde den 10. oktober 1636, 72 år gammel.
Pieter Brueghel den yngre var  ældste søn af den berømte nederlandske maler Pieter Brueghel den ældre fra det 16. århundrede, kendt som 'Bonde-Brueghel'. Moderen var Mayken Coecke van Aelst. Faderen døde i 1569, da Pieter den yngre var blot fem år gammel. Moderen døde i 1578, og Pieter drog sammen med sin bror Jan Brueghel den ældre, kendt som 'Fløjls-Brueghel» og søsteren Marie, af sted for at bo hos bestemoderen Mayken Verhulst, som var enke efter Pieter Coecke van Aelst. Hun var også kunstner og var ifølge Karel van Mander I, muligvis den første lærer for de to børnebørn. Familien flyttede til Antwerpen nogen tid efter 1578.